# Oda (bedrijf)
N.V. Oda-Staalwerk v/h H.J. van de Kamp was een bedrijf te Sint-Oedenrode dat sedert de economische crisis van de jaren 30 van de 20e eeuw onder invloed van het Ahrend concern is gekomen en tegenwoordig Ahrend Produktiebedrijf Sint-Oedenrode heet. De naam Oda verwijst naar Oda van Brabant, de beschermheilige van Sint-Oedenrode.

## Geschiedenis

### Oprichting
Het bedrijf is opgericht door Harry van de Kamp (1879-1946). Deze was afkomstig uit het Land van Ravenstein en getrouwd met de dochter van een caféhouder, Elisabeth Maria (Betje) van de Rijt, die het aanpalende café overnam. Het echtpaar kreeg zeven kinderen: vier zoons en drie dochters. Harry was reeds enige jaren gezel van smid Albert Rox, en begon in 1905 een eigen bedrijf. De smederij groeide en er was al spoedig een zevental mensen in dienst. Ook werden er machines in gebruik genomen. Tijdens de Eerste Wereldoorlog besloeg men de paarden van het aldaar gelegerde regiment der Blauwe Huzaren en de mest van de paarden werd verkocht aan de boeren. Naast het beslaan van paarden produceerde een smid kachels en wagenbeslag.

### Uitbreiding
Na de oorlog ging het bedrijf, samen met Harry's broer Willem uit Ravenstein, heteluchtovens voor bakkerijen maken. Deze werden in heel Nederland verkocht en ook geëxporteerd. Volgens een eigen advertentie uit 1930 waren er toen meer dan 7000 ovens geleverd. Ook namen de Van der Kamps allerlei opdrachten aan, zoals ijzerwerk voor het in aanleg zijnde Wilhelminakanaal en hekwerken. Toen de PNEM begon met de elektrificatie van Noord-Brabant, leverde de fa. H.J. van de Kamp  transformatorhuisjes en lichtmasten.
Aangezien Harry ook een hoge Philipsautoriteit kende, sleepte hij orders van Philips in de wacht, die betrekking hadden op apparatenbouw. Knip- en puntlasmachines werden besteld. Het aantal werknemers liep op tot ongeveer 120. Dit alles werd niet door iedereen met gejuich begroet. De familie Van de Kamp gedroeg zich nogal patriarchaal en werd er in een spotlied van beticht over het paard getild te zijn.

### Samenwerking met Ahrend
Doch in 1929 brak de economische crisis uit en liep de orderportefeuille sterk terug. Het aantal werknemers liep terug tot 80 en een faillissement dreigde. Dit leidde tot een koersomslag: het bedrijf ging stalen meubelen maken. Dit resulteerde in een order van Philips voor stalen kasten. Producten die in 1929 te Enschede tentoongesteld werden, trokken de belangstelling van de Amsterdamse meubelfabrikant Jacobus Ahrend. Dit leidde tot verregaande samenwerking en de stalen meubelen werden door het verkoopapparaat van Ahrend op de markt gebracht. Onder invloed van de nieuwe zakelijkheid was er grote vraag naar efficiënte kantoormeubelen. In 1930 werd een order voor het interieur van uitgeverij De Arbeiderspers verkregen.
In 1931 werd de N.V. Oda Staalwerk en Ovenbouw v/h H.J. van de Kamp opgericht, waarbij het directeurschap door zoon A.J. (Janus) van de Kamp werd overgedragen en Harry president-commissaris werd. In 1933 werd de ovenbouw afgestoten, maar wel ontwikkelde men stalen keukeninrichtingen. In 1939 had Oda 300 mensen in dienst. Veel van de groei werd door Ahrend gefinancierd, inclusief de bouw van een aantal arbeiderswoningen en een directievilla. Ahrend-producten waren goed voor meer dan de helft van de omzet van het bedrijf. Toch werd het beleid nog voornamelijk bepaald door Harry en zijn zoons Janus, Piet en Lambert (de vierde zoon, Jan, had zich laten uitkopen).
Zowel Harry als Piet zijn wethouder geweest in de gemeente Sint-Oedenrode. Hoewel ze een modelbedrijf hadden opgebouwd, bleven ze greep houden op de bevolking, overeenkomstig de toenmalige verhoudingen op het Noord-Brabantse platteland

### Tweede Wereldoorlog
Tijdens de Tweede Wereldoorlog kon de familie Van de Kamp haar ruime levensstijl handhaven, hetgeen kwaad bloed zette en beschuldigingen van pro-Duits gedrag opleverde. In het algemeen kon hen inderdaad een slappe houding ten aanzien van de bezetter worden verweten. Janus en Piet van de Kamp zijn beiden na de Bevrijding een aantal malen gearresteerd en weer vrijgelaten, en hebben toen ook enige tijd geïnterneerd gezeten in Kamp Vught. Vooral Janus werd on-Nederlands gedrag verweten, wegens het aangeven bij de politie van de heer Leemput, die een oude revolver bezat.

### Wederopbouw
Na de bevrijding in 1944 steeg het aantal werknemers van 60 naar 200 in 1946, hetzelfde jaar waarin
Harry van de Kamp overleed. De leiding van het bedrijf was nu in handen van Janus en Piet van de Kamp.
Bij dit alles begonnen spanningen te ontstaan tussen de Van de Kamps en de leiding van Ahrend. Deze ontaardden in regelrechte onaangenaamheden die alles te maken hadden met de verdeling van de markt. Ook het feit dat de vraag de productiecapaciteit verre overtrof speelde hierbij een rol. Zo liet Ahrend kasten maken bij een ander aan Ahrend gelieerd bedrijf, De Cirkel geheten, en richtte in Hilversum een eigen kastenfabriek op die De Atlas werd genoemd.
In 1947 werden de markten verdeeld, waarbij Oda een eigen, te Eindhoven gevestigde, verkooporganisatie opzette, Kampoda N.V. geheten. Deze mocht 40% van de Nederlandse markt bedienen: De zuidelijke provincies en de Rijksoverheid. Overschrijdingen van rayons en andere onaangenaamheden brachten nieuwe strubbelingen. In 1948 werd Kampex opgericht, de exportorganisatie van Van de Kamp, en ook het bedrijf Staalproduct te Geldrop werd gestart, teneinde zelfstandig door te kunnen produceren mocht Ahrend de Oda fabrieken overnemen. Na nog meer strijd en een juridische procedure werd in 1952 een nieuw compromis bereikt. Kampoda kreeg Europa zonder Nederland en ook Afrika toegewezen, alsmede de Amerikaanse legerorders, terwijl Ahrend de Nederlandse markt, Australië en Amerika ging verzorgen. De Atlas en Staalproduct zouden worden opgeheven. Dit gebeurde in 1954, omdat ze voor efficiënte productie te ver weg lag, waarbij het personeel bereidwillig in de gelegenheid werd gesteld naar het bedrijf te Sint-Oedenrode over te gaan.

### Ahrend Groep
In 1956 overleed Jacobus Ahrend, en begonnen de ruzies te luwen. Uiteindelijk wenste men achterwaartse integratie, waarbij een fusie van Oda, De Cirkel, Ahrend en Kampoda werd nagestreefd. De familie Van de Kamp zou daarbij haar belang in geld zien omgezet. Dit was een voorbeeld van achterwaartse integratie, waarbij een handelsfirma fuseert met de van haar afhankelijke productiebedrijven. Na veel onderhandelen over verdeelsleutels werd op 22 november 1967 de Ahrend Groep opgericht.
In 1994 werd de naam van Oda veranderd in: Ahrend Produktiebedrijf Sint-Oedenrode b.v (APS), en als zodanig bestaat het nog steeds. Het produceert en assembleert metalen tafels en kasten. Het is nog altijd het grootste industriebedrijf van Sint-Oedenrode.
De Ahrend Groep kent een tweede productiebedrijf, Ahrend Produktiebedrijf Zwanenburg b.v (APZ), waar stoelen worden vervaardigd. Dit is de voortzetting van De Cirkel.

## Erfgoed
De smederij annex woonhuis van Harry van de Kamp bevindt zich in de nabijheid van de fabriek. In het woongedeelte bevindt zich een interieur anno 1900 en is ook de toenmalige kleding te zien. Voorts is er sinds 1960 het ODA-museum gevestigd, waarin ook een gereconstrueerde smederij te zien is.
Veel moderner, maar architectonisch eveneens bijzonder, is de zogenaamde Oda toren, het hoofdkantoor dat in 1965 in gebruik werd genomen. Deze heeft een als plattegrond een stervorm, opgebouwd uit regelmatige zeshoeken.

## Externe bronnen
- Harry Poll, Van Dorpssmidse tot Grootbedrijf, 1955. Gedenkboek bij het 50-jarig jubileum van Oda.
- Dirk de Wit, 60+40 is waarschijnlijk honderd, 1996. Studie ter gelegenheid van 100 jaar Ahrend. Zwolle: Waanders Uitgevers. ISBN 90-400-9808-5